# Berlin Linien Bus

Logo bis September 2013

Die Berlin Linien Bus GmbH (BLB) war ein Verbund von Verkehrsunternehmen, der Fernbuslinien sowohl innerhalb von Deutschland als auch von Deutschland ins europäische Ausland betrieben hat. Alleiniger Gesellschafter war seit 2015 das ausführende Busunternehmen Bayern Express & P. Kühn Berlin (BEX) – bis dahin war Haru Reisen mit 35 % beteiligt. Über das Unternehmen BEX war die Deutsche Bahn beteiligt. Im Jahr 2015 übernahm BEX die Berlin Linien Bus GmbH komplett. Im Auslandsverkehr erfolgte eine Kooperation mit ausländischen Partnern.
Der Betrieb des Unternehmens wurde zum 31. Oktober 2016 eingestellt. Wenige Linien sollten von der DB Fernverkehr AG unter der Marke IC Bus weitergeführt werden, was dann nicht geschah.

## Geschichte

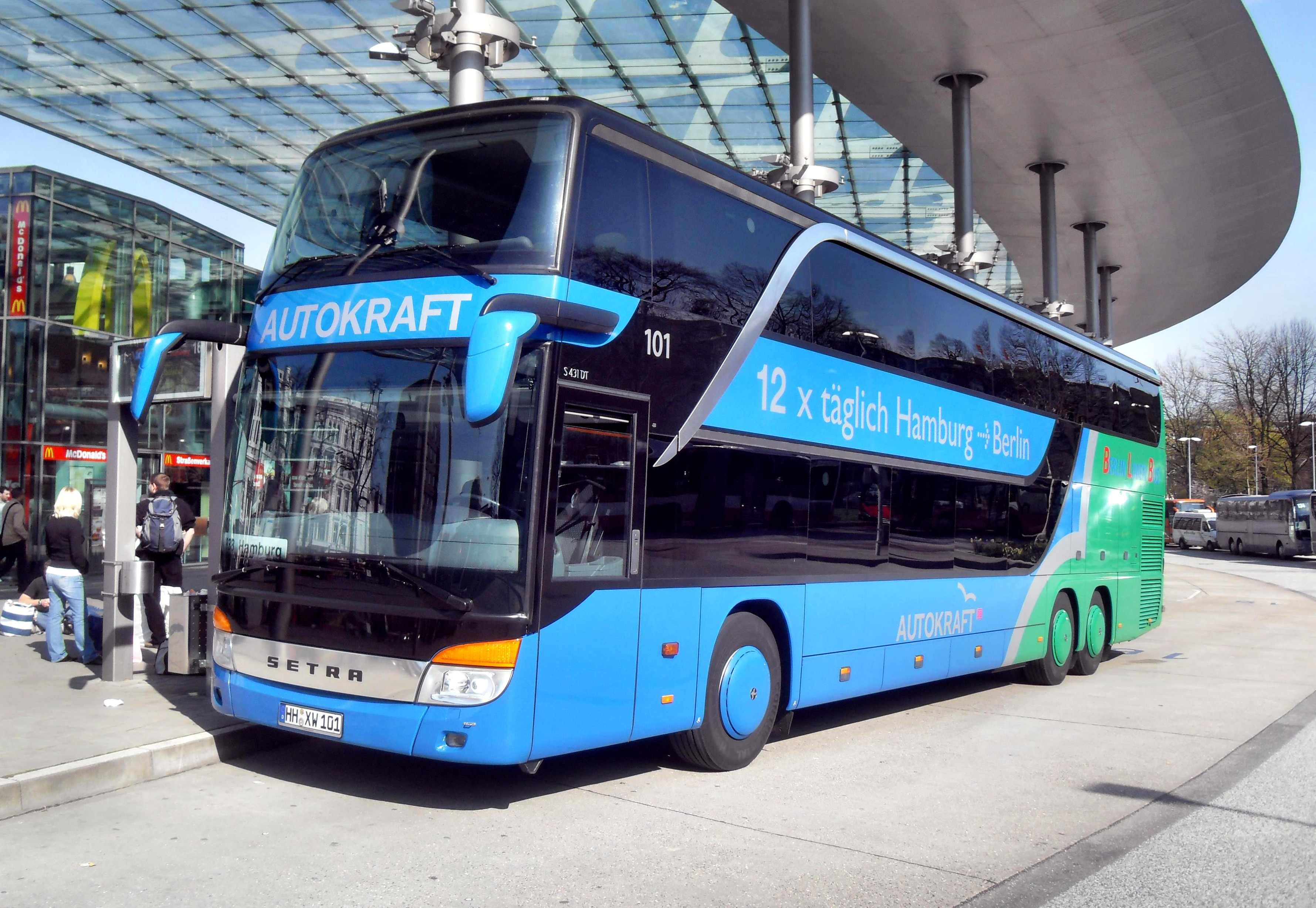
Setra-Bus der Autokraft im ZOB in Hamburg auf dem Weg nach Berlin für BerlinLinienBus

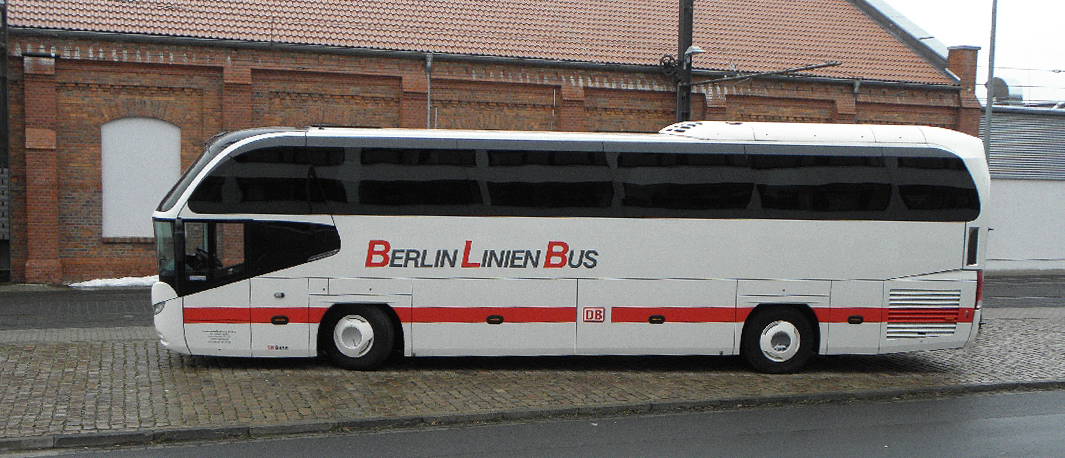
Ein Berlin Linienbus in Hannover

Berlin Linien Bus wurde 1947 gegründet; das Netz umfasste anfangs zwölf Zielorte. Der Betrieb auf den innerdeutschen Linien beruhte dabei größtenteils auf Genehmigungen für die Busbetriebe zwischen West-Berlin und westdeutschen Großstädten (Transitverkehr) aus der Zeit vor der Deutschen Wiedervereinigung, die damals aufgrund der schlechten Eisenbahnverbindungen erteilt werden konnten. Denn eine Einrichtung von Fernbuslinien war nach § 13 Abs. 2 des Personenbeförderungsgesetzes nur möglich, wenn sie zu einer „wesentlichen Verbesserung der Verkehrsbedienung“ gegenüber der Eisenbahn oder vorhandenen Buslinien führen. Dies wurde bis zum Jahr 2010 so interpretiert, dass Fernbuslinien neben bestehenden Bahnverbindungen faktisch nie zu einer solchen wesentlichen Verbesserung führen. In einem Urteil vom 24. Juni 2010 hat das Bundesverwaltungsgericht (BVerwG) jedoch eine bloße erhebliche Reisekosteneinsparung als erhebliche Verbesserung angesehen, die eine Fernbusverbindung neben einer Bahnverbindung legitimieren kann.
Nach der Liberalisierung des Fernbusverkehrs in Deutschland 2013 umfasste das Angebot des Unternehmens rund 30 nationale und etwa 25 internationale Buslinien mit insgesamt 290 Zielorten. Zu den wichtigsten nationalen Verbindungen gehörten die Strecken von Berlin nach Hamburg und nach München. Weitere Verbindungen bestanden unter anderem von Berlin nach Dresden, nach Köln (via Ruhrgebiet), nach Frankfurt am Main und nach Hannover, sowie zu touristisch relevanten Orten, unter anderem auf den deutschen Ostseeinseln Rügen, Usedom und Fehmarn, sowie im Harz und dem Bayerischen Wald. In Kooperation mit anderen Busunternehmen (vorwiegend Eurolines) wurden auch Fahrten mit Zielen außerhalb von Deutschland angeboten. Zu den Auslandszielen gehörten Amsterdam, Brüssel, Kopenhagen, London, Oslo, Paris, Stockholm und Wien. Die Fahrgastzahlen von Berlin Linien Bus lagen 2011 bei etwa 750.000 Passagieren jährlich, davon rund 40 Prozent auf der Verbindung zwischen Berlin und Hamburg.

## Unternehmen im Verbund

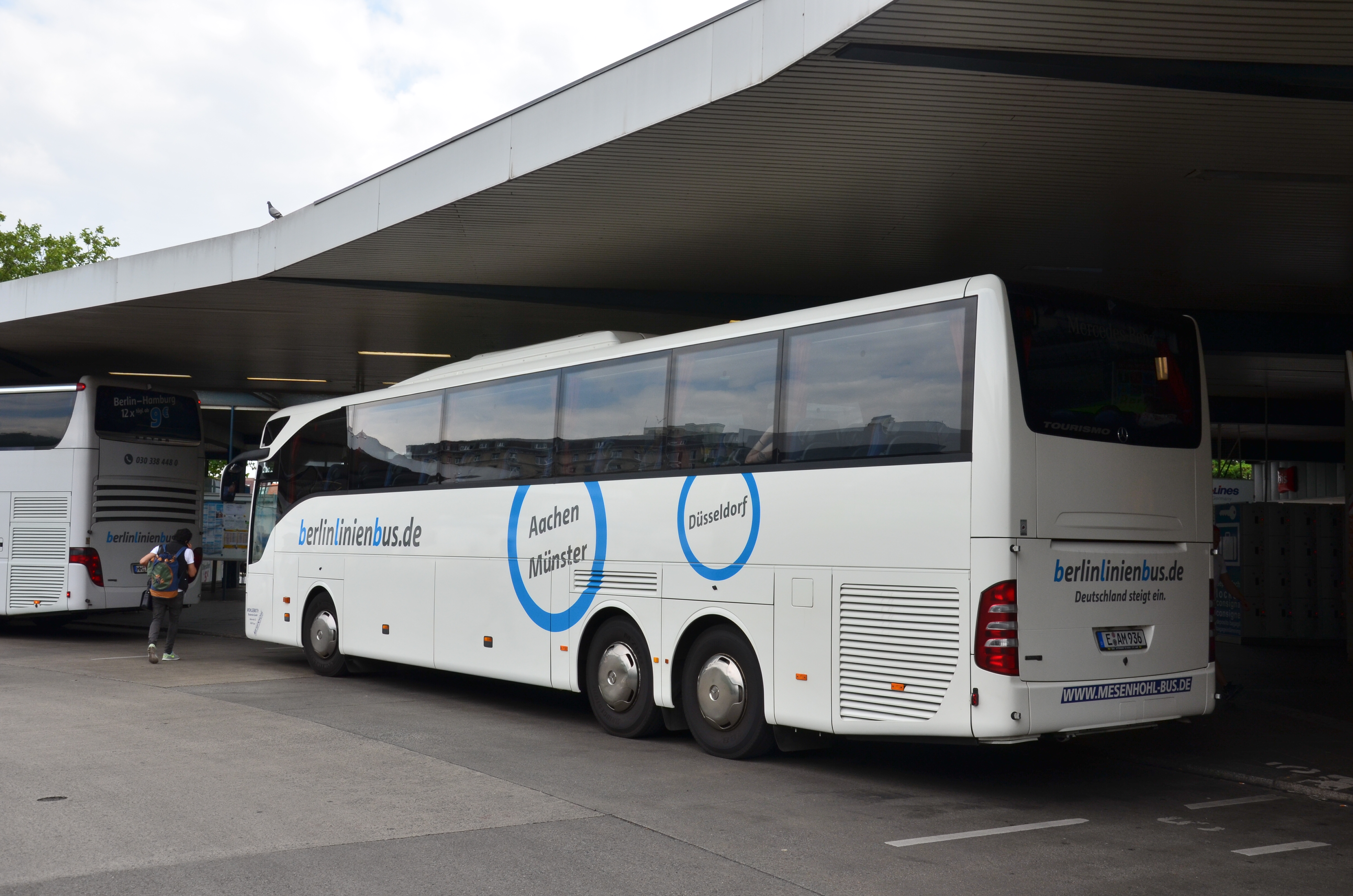
Berlin Linien Bus auf dem ZOB in Berlin

Das Unternehmen erbrachte dabei bis zum Jahr 2015 keine eigenen Verkehrsleistungen, sondern kooperierte mit Vertragspartnern. Die Hauptaufgabe der Berlin Linien Bus GmbH war die Führung und Betreuung der zentralen Abrechnungsstelle für den Omnibusfernlinienverkehr von und nach Berlin sowie die Wahrnehmung von Gemeinschaftsaufgaben, wie die Abrechnung der Nutzungsgebühren für den Zentralen Omnibusbahnhof Berlin.
Neben dem Gesellschafter waren weitere Unternehmen mit eigener Konzession im Verbund tätig, z. B. Autokraft, Haru Reisen, Omnibusbetrieb Steinbrück & Busverkehr Berlin. Einige Unternehmen boten einzelne Strecken auch via Berlin Linien Bus an. Dabei nutzten meist BEX und Autokraft die Strecken von nicht im Verbund tätigen Unternehmen im Codesharing.